# 化学工业

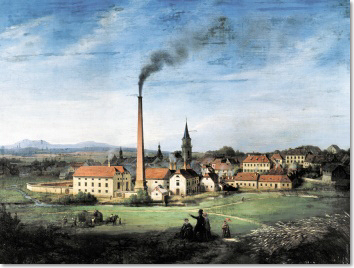
1788年德國化學廠

化学工业是生产化学产品的工业。是一个多行业、多品种，为国民经济各部门和人民生活各方面服务的工业，是重工業的支柱。一般可分为无机化学工业、基本有机化学工业、高分子化学工业和精细化化学工业。
化学工业包括各种繁多的化工生产过程，一般将这些过程分类为化学工程和化学工艺两部分。
化学工业由开发和生产工业化学品、特种化学品和其他化学品的公司和其他组织组成。
它是现代世界经济的核心，将原材料（石油、天然气、空气、水、金属和矿物）转化为工业和消费品的大宗化学品。 
它包括石化行业，例如塑料聚合物和合成纤维； 酸、碱等无机化学品； 农业化学品，如肥料、农药和除草剂； 以及工业气体、特种化学品和药品等其他类别。

## 历史
尽管化学品的制造和使用贯穿了整个历史，但重化工业（大量生产多种用途的化学品）的诞生与工业革命的开始同时发生。

### 工业革命

#### 硫酸
硫酸是最早通过工业过程大量生产的化学品之一。
1736 年，药剂师约书亚·沃德（ Joshua Ward） 开发了一种生产工艺，其中包括将硫与硝石一起加热，使硫氧化并与水结合。 这是硫酸的首次大规模实际生产。 约翰·罗巴克 (John Roebuck) 和塞缪尔·加贝特 (Samuel Garbett) 于 1749 年首先在苏格兰普雷斯顿潘斯建立了大型工厂，使用铅冷凝室来制造硫酸。

#### 漂白粉
18世纪初，布料通过用不新鲜的尿液或酸牛奶处理并长时间暴露在阳光下进行漂白，这造成了生产的严重瓶颈。 到本世纪中叶，硫酸开始与石灰一样被用作更有效的药剂，但查尔斯·坦南特 (Charles Tennant) 发现漂白粉刺激了第一家大型化学工业企业的创建。 他的粉末是通过氯与干熟石灰反应制成的，被证明是一种廉价而成功的产品。 他在格拉斯哥北部开设了圣罗洛克斯化学工厂，产量从1799 年的仅52吨增至五年后的近10,000 吨。 

#### 纯碱
纯碱自古以来就被用于生产玻璃、纺织品、肥皂和纸张，而钾肥的来源传统上是西欧的木灰。 到了 18 世纪，由于森林砍伐，这种来源变得不经济，法国科学院为从海盐（氯化钠）生产碱的方法提供了 2400 里弗的奖金。  
1791 年，尼古拉斯·勒布朗 (Nicolas Leblanc) 为勒布朗工艺申请了专利，随后他在圣但尼建立了勒布朗工厂。 由于法国大革命，他被剥夺了奖金。 
在英国，勒布朗工艺开始流行。 威廉·洛什 (William Losh) 于 1816 年在泰恩河畔的洛什、威尔逊和贝尔工厂建造了英国第一座苏打水厂，但由于对盐生产征收高额关税，直到 1824 年，该工厂的规模一直很小。当这些关税被废除时，英国苏打水厂工业得以迅速发展。  
詹姆斯·穆斯普拉特 (James Muspratt) 位于利物浦的化工厂和查尔斯·坦南特 (Charles Tennant) 位于格拉斯哥附近的综合设施成为世界上最大的化学品生产中心。 
到1870年代，英国每年的苏打产量达到20万吨，超过了世界上所有其他国家的总和。 
随着工业革命的成熟，这些巨大的工厂开始生产更加多样化的化学品。 最初，大量碱性废物在苏打生产过程中被排放到环境中，促使 1863 年通过了第一批环境立法。该立法规定对工厂进行严密检查，并对超标工厂处以重罚。 关于污染。 人们设计了一些方法来从碱中制造有用的副产品。 
索尔维工艺由比利时工业化学家欧内斯特·索尔维于 1861 年开发。 
1864 年，索尔维和他的兄弟阿尔弗雷德在比利时沙勒罗瓦建造了一家工厂。 
1874 年，他们在法国南锡扩建了一家更大的工厂。 事实证明，新工艺比勒布朗法更经济、污染更小，并且得到广泛使用。 同年，路德维希·蒙德 (Ludwig Mond) 访问索尔维，获得了使用其工艺的权利，他和约翰·布伦纳 (John Brunner) 成立了 Brunner, Mond & Co.，并在英国温宁顿建立了索尔维工厂。 蒙德在索尔维工艺取得商业成功方面发挥了重要作用。 1873 年至 1880 年间，他进行了多次改进，去除了过程中可能抑制碳酸钠生产的副产物。 

#### 化石燃料的副产品
利用化石燃料大规模生产化学产品始于 19 世纪初。  
1822 年，爱丁堡的鲍宁顿化工厂开始对用于煤气照明的煤气制造中的煤焦油和氨液残余物进行加工，以制造石脑油、沥青油（后来称为杂酚油）、沥青、油烟（炭黑）和盐氨（ 氯化铵）。 后来又增加了硫酸铵肥料、沥青路面、焦油和焦炭。 

### 化学工业发展与成熟
19 世纪末，化学品的产量和种类都出现了爆炸式增长。 大型化学工业在德国兴起，后来在美国进一步发展。

#### 化肥
约翰·劳斯爵士 (Sir John Lawes) 在他专门建造的洛桑研究机构中开创了生产农业用人造肥料的先河。 1840 年代，他在伦敦附近建立了大型工厂，用于生产过磷酸钙石灰。 

#### 橡胶
1840 年代，美国的查尔斯·古德伊尔和英国的托马斯·汉考克 (Thomas Hancock) 获得了橡胶硫化工艺的专利。 

#### 染料
第一种合成染料是由威廉·珀金在伦敦发现的。 他将苯胺部分转化为粗混合物，用酒精萃取后，产生了一种深紫色的物质。 他还开发了第一批合成香水。 德国工业很快开始在合成染料领域占据主导地位。 
巴斯夫、拜耳和赫斯特三大公司生产了数百种不同的染料。
到 1913 年，德国工业生产了全球近 90% 的染料，并将约 80% 的产品销往国外。 在美国，赫伯特·亨利·陶利用电化学方法从盐水中生产化学品，取得了商业上的成功，有助于促进该国化学工业的发展。

#### 塑料
石化工业的历史可以追溯到苏格兰化学家詹姆斯·杨（化学家）(James Young（chemist）)和加拿大人亚伯拉罕·波诺·格斯纳的石油工厂。
第一种塑料是由英国冶金学家亚历山大·帕克斯发明的。 
1856 年，他获得了赛璐珞专利，这是一种基于经过多种溶剂处理的硝化纤维素的赛璐珞。 这种材料在 1862 年伦敦国际展览会上展出，预见了塑料的许多现代美学和实用用途。 

#### 肥皂
1885 年，威廉·海斯科斯·利华和他的兄弟 James 在兰开夏郡基于William Hough Watson发明的使用甘油和植物油的现代化学工艺，开始用植物油工业化生产肥皂。

#### 20世纪的知名化工企业
到了 20 年代，化学公司合并为大型企业集团； 德国的法本公司、法国的罗纳-普灵克和英国的帝国化学工业。 杜邦公司在20世纪初成为美国一家主要的化学品公司。

### 重要产品发明

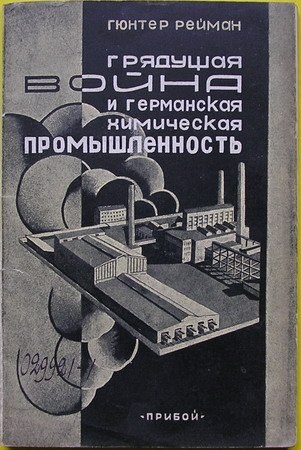
1928年俄文書《未來戰爭與德國化學工業》

19世纪，钢铁工业迅速发展的过程中，产生了大量称为煤焦油的废物。在对煤焦油如何进行处理的研究过程中，偶然发现它可以用做生产染料(油漆)的原料。由于当时染料的价格很昂贵，于是各国竞相利用这一技术生产染料，很快形成了一个新的庞大的社会生产部门 ——有机化学产业。
1913年合成氨化学肥料开始生产；
在1921年乙烯生产开始了石油化工的发展，随后大量的化纤、塑料、橡胶产品开始生产，石油和天然气也廉价供应，石油工业化工得到了蓬勃发展。
1928年抗生素盘尼西林被发现，开创了抗生类药物生产的先河。
1941年DDT作为杀虫剂开始进入市场。此后，化肥和农药成为化学工业的重要行业。
1953年DNA双螺旋结构的发现更是奠定了基因工程药物的基础。制药已经成为化学工业中的一个重要行业。

## 产品
聚乙烯、聚丙烯、聚氯乙烯、聚对苯二甲酸乙二醇酯、聚苯乙烯和聚碳酸酯等聚合物和塑料约占全球该行业产量的 80%。 化学品用于许多不同的消费品，也用于许多不同的部门。 这包括农业制造业、建筑业和服务业。 主要工业客户包括橡胶和塑料制品、纺织品、服装、石油精炼、纸浆和造纸以及初级金属。 化学品是一个价值近 5 万亿美元的全球企业，欧盟和美国的化学品公司是全球最大的生产商。
化学品业务的销售可分为几大类，包括基础化学品（约占美元产出的 35% - 37%）、生命科学（30%）、特种化学品（20% - 25%）和消费品（约 10%）。

### 总览
基础化学品或“大宗化学品”是一个广泛的化学类别，包括聚合物、大宗石化产品和中间体、其他衍生物和基础工业、无机化学品和肥料。

#### 聚合物
聚合物是最大的收入领域，包括所有类别的塑料和人造纤维。 塑料的主要市场是包装，其次是家居建筑、容器、电器、管道、运输、玩具和游戏。
- 用量最大的聚合物产品聚乙烯 (PE) 主要用于包装薄膜和奶瓶、容器和管道等其他市场。
- 聚氯乙烯 (PVC) 是另一种大批量产品，主要用于制造建筑市场的管道以及壁板，并在较小程度上用于制造运输和包装材料。
- 聚丙烯 (PP) 的体积与 PVC 相似，用于包装、电器、容器、服装和地毯等市场。
- 聚苯乙烯 (PS) 是另一种大体积塑料，主要用于电器和包装以及玩具和娱乐。
- 主要的人造纤维包括聚酯、尼龙、聚丙烯和丙烯酸纤维，应用包括服装、家居用品以及其他工业和消费品。

聚合物的主要原材料是乙烯、丙烯和苯等大宗石化产品。
石化产品和中间化学品主要由液化石油气（LPG）、天然气和原油馏分制成。 大批量产品包括乙烯、丙烯、苯、甲苯、二甲苯、甲醇、氯乙烯单体（VCM）、苯乙烯、丁二烯和环氧乙烷。 这些基本或商品化学品是用于制造许多聚合物和其他更复杂的有机化学品（特别是那些用于特种化学品类别的化学品）的起始材料。

#### 其他衍生品
其他衍生品和基础工业包括合成橡胶、表面活性剂、染料和颜料、松节油、树脂、炭黑、炸药和橡胶制品等，约占基础化学品对外销售额的20%。

#### 无机化学品
无机化学品（约占收入产出的 12%）是最古老的化学品类别。 产品包括盐、氯、烧碱、纯碱、酸（如硝酸、磷酸和硫酸）、二氧化钛和过氧化氢。

#### 化肥
化肥是最小的一类（约占 6%），包括磷酸盐、氨和钾肥化学品。

### 生命科学
生命科学（约占化学行业美元产出的 30%）包括差异化化学和生物物质、药品、诊断、动物保健产品、维生素和农药。 虽然其产量比其他化工行业小得多，但其产品往往价格较高（每磅超过 10 美元），增长率为 GDP 的 1.5 至 6 倍，研发支出占销售额的 15% 至 25%。 生命科学产品通常以高规格生产，并受到食品和药物管理局等政府机构的严格审查。 农药，也称为“作物保护化学品”，约占该类别的 10%，包括除草剂、杀虫剂和杀菌剂。

### 特殊化学品
特种化学品是一类价值相对较高、增长迅速的化学品，具有多样化的最终产品市场。 典型的增长率是 GDP 的一到三倍，价格超过每磅 1 美元。 它们的特点通常是创新。 产品的销售是因为它们能做什么，而不是因为它们含有什么化学物质。 产品包括电子化学品、工业气体、粘合剂和密封剂以及涂料、工业和机构清洁化学品以及催化剂。 2012年，不包括精细化学品，全球特种化学品市场价值5460亿美元，其中油漆、涂料和表面处理剂占33%，高级聚合物占27%，粘合剂和密封剂占14%，添加剂占13%，颜料和油墨占13%。
特种化学品作为效果或性能化学品出售。 有时它们是配方的混合物，与“精细化学品”不同，“精细化学品”几乎总是单分子产品。

### 消费化学品
消费者很少接触基本化学品。 聚合物和特种化学品是他们每天随处遇到的材料。 例如塑料、清洁材料、化妆品、油漆和涂料、电子产品、汽车以及住宅建筑中使用的材料。 
这些特种产品由化工公司向下游制造业销售，如农药、特种聚合物、电子化学品、表面活性剂、建筑化学品、工业清洁剂、香精香料、特种涂料、印刷油墨、水溶性聚合物、食品添加剂、造纸化学品 、油田化学品、塑料粘合剂、粘合剂和密封剂、化妆品、水管理化学品、催化剂和纺织化学品。 化学公司很少直接向消费者供应这些产品。

## 化工企业
当今最大的化学品生产商是在许多国家拥有国际业务和工厂的跨国公司。 以下是 2015 年化学品销售额排名前 25 名的化工公司名单。（注：化学品销售额仅占部分公司总销售额的一部分。）
大型化工企业

## 分类
化学工业包括多种门类的工业，如基本化工原料的制备、染料、火藥、医药、香精香料、油漆、涂料、农药、塑料、化肥、感光材料、化学试剂、洗涤剂、制冷剂等生产，石油工业、冶金工业、食品工业、燃料工业、皮革工业、陶瓷工业、玻璃工业、合成橡胶工业以及铀的浓缩提取等都属于化学工业范畴。
化学工业的一些部门：
- 有机化工（有机化学工业）
- 煤化工
- 石油化工
- 精细化工：指产量小、纯度高、价格贵，按不同化学结构进行生产和销售的化工产品（fine chemicals，如医药、染料、涂料等）的生产。

## 问题
化学工业的发展虽然为人类带来了巨大的好处，化学制品进入了生活的各个方面。但是化学工业也为人类的健康、社区安全以及生态环境带来了危害。各国出台了各种措施来限制化学工业造成的危害，而化学工业为保持自身的可持续发展，也开始了绿色化学的探索和实践。